# Striatosedulia ingrishi
Striatosedulia ingrishi är en insektsart som beskrevs av Sergey Storozhenko 1992. Striatosedulia ingrishi ingår i släktet Striatosedulia och familjen gräshoppor. Inga underarter finns listade i Catalogue of Life.